# Pobjenik
Pobjenik är en ort i Kroatien.   Den ligger i länet Bjelovar-Bilogoras län, i den nordöstra delen av landet, 50 km öster om huvudstaden Zagreb. Pobjenik ligger 131 meter över havet och antalet invånare är 215.
Terrängen runt Pobjenik är huvudsakligen platt, men åt sydost är den kuperad. Runt Pobjenik är det ganska glesbefolkat, med 36 invånare per kvadratkilometer. Närmaste större samhälle är Ivanić-Grad, 16,6 km väster om Pobjenik. I omgivningarna runt Pobjenik växer i huvudsak lövfällande lövskog.